# هايكو

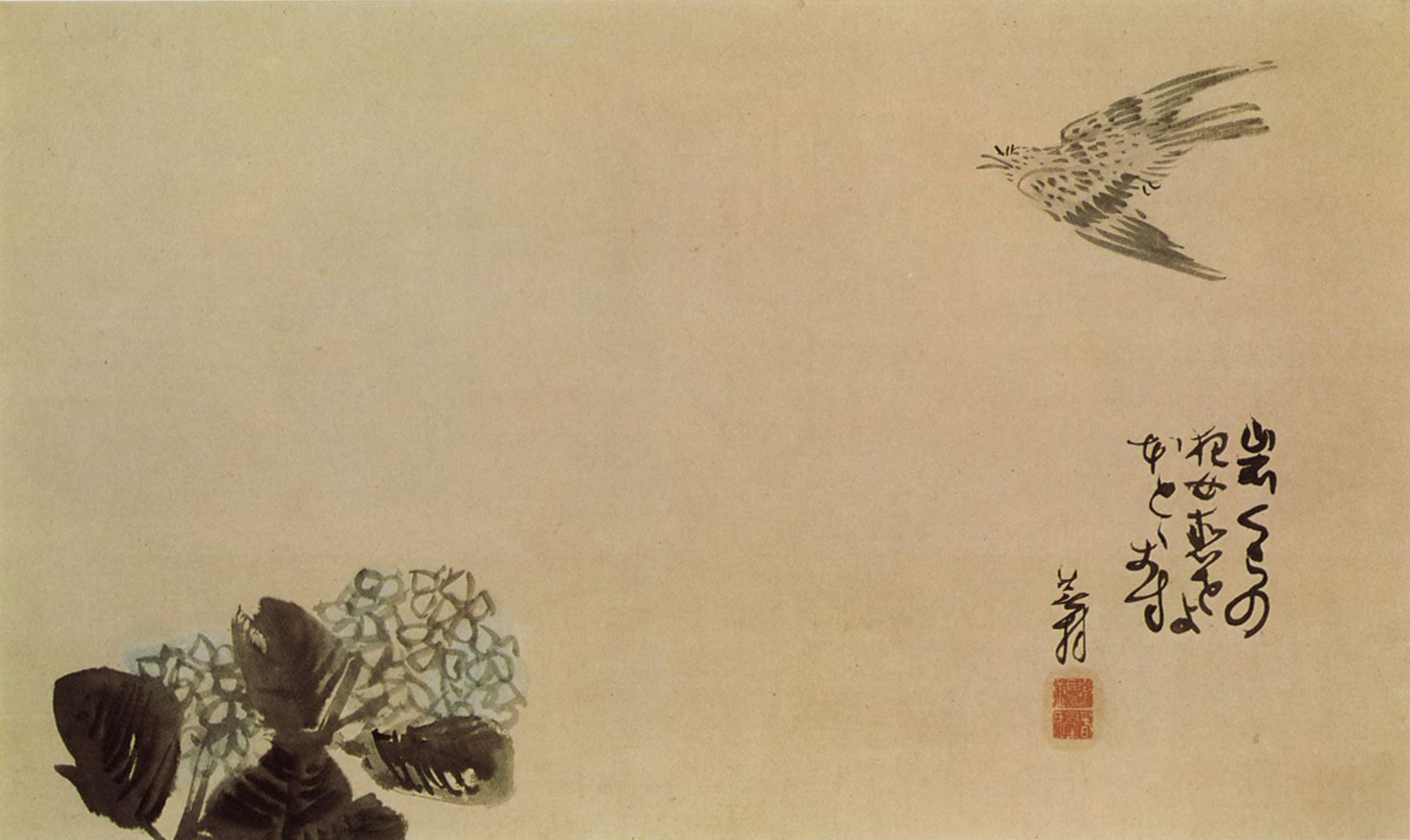

هايكو أو هائيكو (باليابانية: 俳句) هو نوع من الشعر الياباني، يحاول شاعر الهايكو، بألفاظ قليلة التعبير عن مشاعر جيَّاشة أو أحاسيس عميقة. تتألف أشعار الهايكو من بيت واحد فقط، مكوَّن من سبعة عشر مقطعًا صوتيًّا (باليابانية)، وتكتب عادة في ثلاثة أسطر (خمسة، سبعة، خمسة).

## الروَّاد
ازدهر الـ«هايكو» في مرحلته الأولى في القرن الـ17 م، بفضل «باشو»، المعلم الأول لهذا الفن بلا منازع. يشكل كل من الشاعر والرسام «بوسون» (1716-1783 م)، «ماسا-أوكا شيكي» (1867-1902 م) و«كوباياشي إسّا» أعمدة هذا الفن. لا زال تعاطي هذا الشعر شائعا في أيامنا هذه، ويحتل مكانة متميزة في الأدب الياباني. كان الـ«هايكو» سببا في ظهور «الصورية» وهي حركة شعرية أنجلو-أمريكية راجت في أوائل القرن العشرين، كما أثر في العديد من الأعمال الأدبية الغربية الأخرى.

## التركيب
يقوم شاعر الـ«هايكو» وبألفاظ قليلة بعيدة عن التأنق بوصف الحدث أو المنظر بعفوية ومن دون تدبر أو تفكير، تمامًا كما يفعل الطفل الصغير:
وَبَلٌ في الصيف
المطر يهطل
على رؤوس أسماك الشبوط

(شيكي)

يأخذ الشاعر الحاذق الأحاسيس، المشاعر والانطباعات المتدفقة ويعرف كيف يصبها في قالب من سبعة عشر لفظًا:
أُصبع البَنَّاء
المجروح
وزهور الآزاليا الحمراء
(بوسون)
تنطلق الألفاظ بطريقة عفوية وآنية، تعطي صورة تكون محسوسة، عناصرها مترابطة، فكل منها تقاسم للتو لحظة من حياته مع الآخر:
تغوص روحي في الماء
ثم تطفو
مع طائر الغاق
(أونيتسورا)
وهذا مثال آخر
صفصاف أخضر
تتقاطر أغصانه على الطمي
أثناء الجزر
(باشو)
و الجدير بالذكر بأن جزءًا من تركيبة الهايكو يتضمن إضافة كلمة «موسمية» تدل على الوقت الذي يتحدث فيه الشاعر. فتجدون الحيوانات أو النباتات أو معالم الطقس الموجودة في بيئة اليابان الغنية دلالة على المواسم الأربع، وبذلك الحالات النفسية والسياقات الاجتماعية والثقافية التابعة لتلك المواقف من منظور ياباني.
كل هذا يُلخّص في صورة ذهنية مُركّزة ومبسّطة في إطار تجربة فردية لتلك اللحظة.
سُئل عمره
فرفع يده
ملابس الصيف
(كوباياشي إسّا)
الطفل هنا عمره خمس سنوات، وبالتالي قد يكون وقت الاحتفال به حسب مراسيم «شيتشي - جو - سان» أو «سبعة - خمسة - ثلاثة» وهي الأعمار التي يُحتفل فيها بصحة وسلامة الأطفال في اليابان.
«ملابس الصيف» تدل على إخراج ملابس الصيف وتخزين ملابس الشتاء، أي في الشهر الرابع من السنة.

## الكيغو
أحد شروط هايكو هو أن يضم «كيغو» (باليابانية: 季語) أي كلمة تدل على الموسم. المواسم اليابانية هي: الربيع والصيف والخريف والشتاء.
في الكيغو يتم تقسيم الموسم إلى ثلاثة أجزاء، بداية ومنتصف ونهاية. مثل:
بداية الربيع
منتصف الربيع
نهاية الربيع

## الهايكو العربي
كان الهايكو يصل إلى اللغة العربية عن طريق ترجمة نصوص عبر لغات وسيطة كالإنجليزية حتى نهاية التسعينيات، ثم بدأت تظهر ترجمات مباشرة عن اللغة اليابانية. ومع أن الكثير من النقاد العرب لا يعترفون بالهايكو العربي مدرسةً شعرية مستقلة، بل فرع من شعر النثر، إن عدد شعراء الهايكو ونواديهم في ازدياد مستمر. الهايكو العربي عموماً لم يلتزم بضوابط شكل قصيدة الهايكو اليابانية، بل خرج أحياناً عن إطار التصوير الشعري إلى الطرح الفكري (الأيديولوجي) الذي يتنافى مع قواعد الهايكو الأصلية. المؤسس الأصلي الفعلي لقصيدة الهايكو العربي (التوقيعة الشعرية) هو الشاعر الفلسطيني عزالدين المناصرة عام 1964 في قصيدتيه: هايكو تانكا، وتوقيعات.

## وصلات خارجية
- Bosque de bambú Camino del Haiku
- Ricardo Haiku